# Пироговский сельсовет (Истринский район)
Пироговский сельсовет — упразднённая административно-территориальная единица, существовавшая на территории Московской губернии и Московской области до 1939 года.

## История
Пироговский с/с был образован в первые годы советской власти. В 1919 году Пироговский с/с входил в Никольскую волость Рузского уезда Московской губернии.
Не позднее 1921 года Пироговский с/с был упразднён.
В 1924 году Пироговский с/с был восстановлен в составе Никольской волости Воскресенского уезда.
По данным 1926 года в состав сельсовета входили деревня Воскресёнки, деревня Егориха, деревня Пирогово, деревня Сорокино, деревня Татищево и деревня Хволово.
В 1929 году Пироговский с/с был отнесён к Воскресенскому району Московского округа Московской области.
30 октября 1930 года Воскресенский район был переименован в Истринский район.
17 июля 1939 года Пироговский с/с был упразднён. При этом его территория (селения Воскресёнки, Егориха, Пирогово и Сорокино) была передана Мансуровскому сельсовету.